# Palais du Commerce (Rennes)
Pour les articles homonymes, voir Palais du Commerce.
Le palais du Commerce est un édifice situé dans le centre de Rennes. Construit à la fin du XIXe siècle et au début du XXe siècle, il a abrité au cours de son histoire divers institutions et commerces.
Le palais du commerce est une ancienne bourse. Le bâtiment a accueilli la bibliothèque, l'École régionale des Beaux-Arts ou le conservatoire national de musique. Un bureau de Poste et le café de la Paix sont présents dans le bâtiment depuis la première inauguration. Il abrite également un central téléphonique.

## Localisation
Le palais est situé dans le quartier Centre de Rennes. Il se trouve au sud de la place de la République, vaste espace essentiellement piéton qui recouvre la Vilaine. Il est bordé au sud par la rue du Pré-Botté, à l’ouest par la rue de Nemours et à l’est par la rue du Maréchal-Joffre. Le pavillon central est traversé par le passage de la Légion-d’Honneur.
Le palais se trouvait à la limite de trois cantons : canton de Rennes-Centre, canton de Rennes-Centre-Ouest et canton de Rennes-Sud-Ouest.

## Histoire

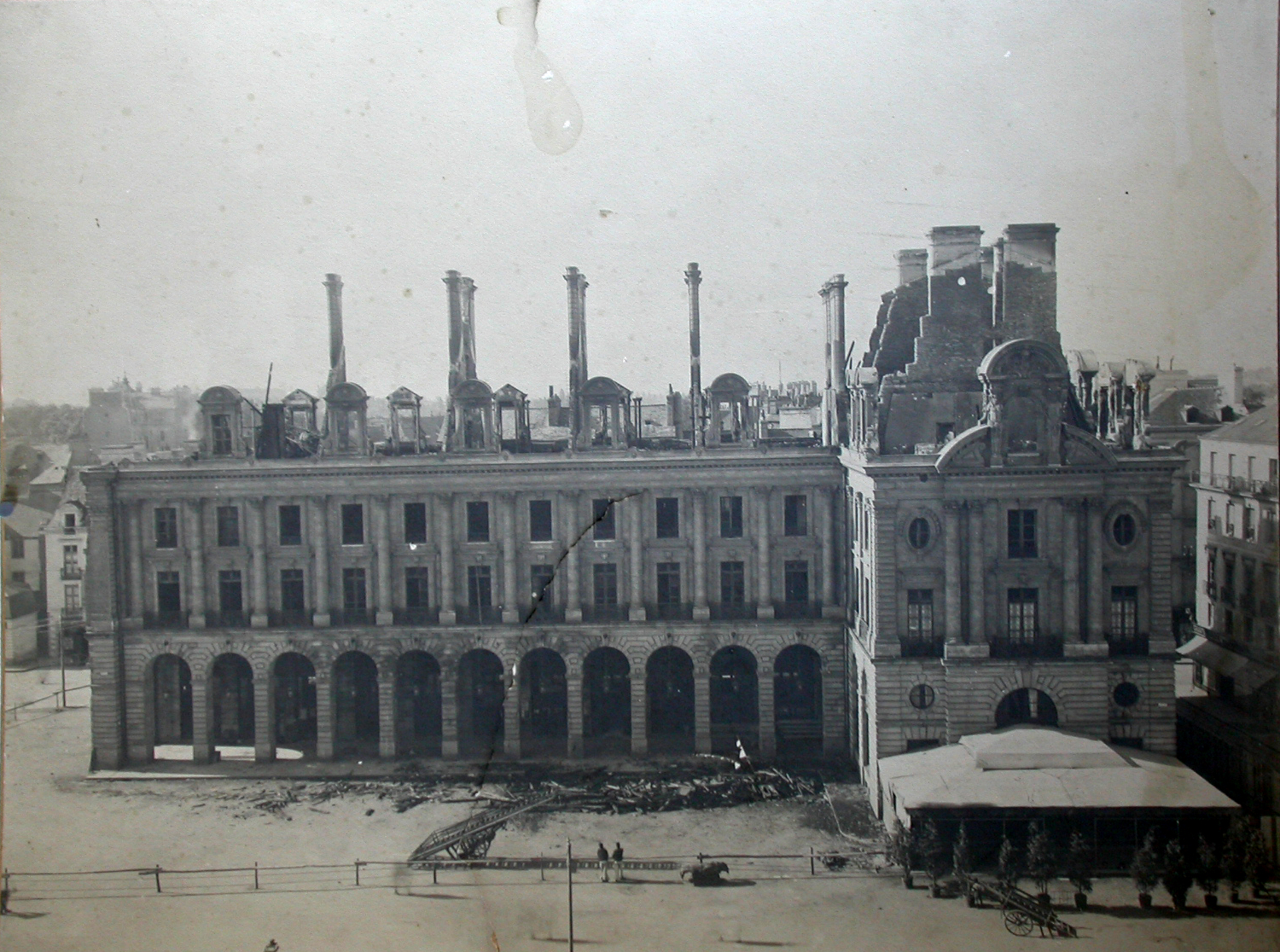
L'aile Ouest incendié en 1911, à droite on voit déjà le café de la Paix, Archives municipales de Rennes.

Au XIXe siècle, la Vilaine n’était pas encore couverte et l’emplacement du palais était occupé par la cale du Pré-Botté et deux halles : la halle aux poissons à l’ouest et la halle aux toiles à l’est. En 1880, la suppression de la cale est votée.
Il fut construit de 1885 à 1929 par les architectes municipaux Jean-Baptiste Martenot puis Emmanuel Le Ray. La construction s'est faite en deux phases : l’aile Ouest de 1885 à 1891 puis le reste du bâtiment de 1922 à 1929. L’aile Ouest subi un incendie en 1911.
Lors de la deuxième phase, Emmanuel Le Ray reprend les travaux et les plans après Jean-Baptiste Martenot, mort en 1906. Il modifie complètement le pavillon central à partir de 1896, en supprimant le dôme et en rabaissant l’arc central au même niveau que les arcades. Un passage dans le pavillon central est mis en place afin de conserver un axe communicant entre les jardins sur la Vilaine (aujourd'hui place de la République) et la rue du Pré-Botté, derrière le palais.
Le bureau des postes est décoré par une mosaïque intérieure d’Isidore Odorico au sol et au mur.

### Projet de réaménagement
En mars 2018, le propriétaire Poste Immo et la Ville de Rennes lancent un appel à projets international pour transformer le bâtiment en un espace essentiellement commercial à l'horizon 2025. Le projet retenu, proposé par le groupe Frey et l'agence d'architectes-urbanistes MVRDV, est dévoilé le 5 février 2019 ; baptisé « Renaissance », il prévoit notamment l'ouverture d'un Lego Store, d'un Decathlon, d'un espace hôtelier de la chaîne Marriott, d'un restaurant et une école culinaire inspirés par Thierry Marx, et d'espaces de bureaux. En septembre 2021, le projet est revu et le projet d'extension est abandonné au profit d'un réaménagement de la placette Joffre. D'abord prévu pour être livré en 2022, les travaux sont retardés par la revue du projet et ne débuteront qu'à l'été 2024 et devraient s'achever en 2026.

## Architecture

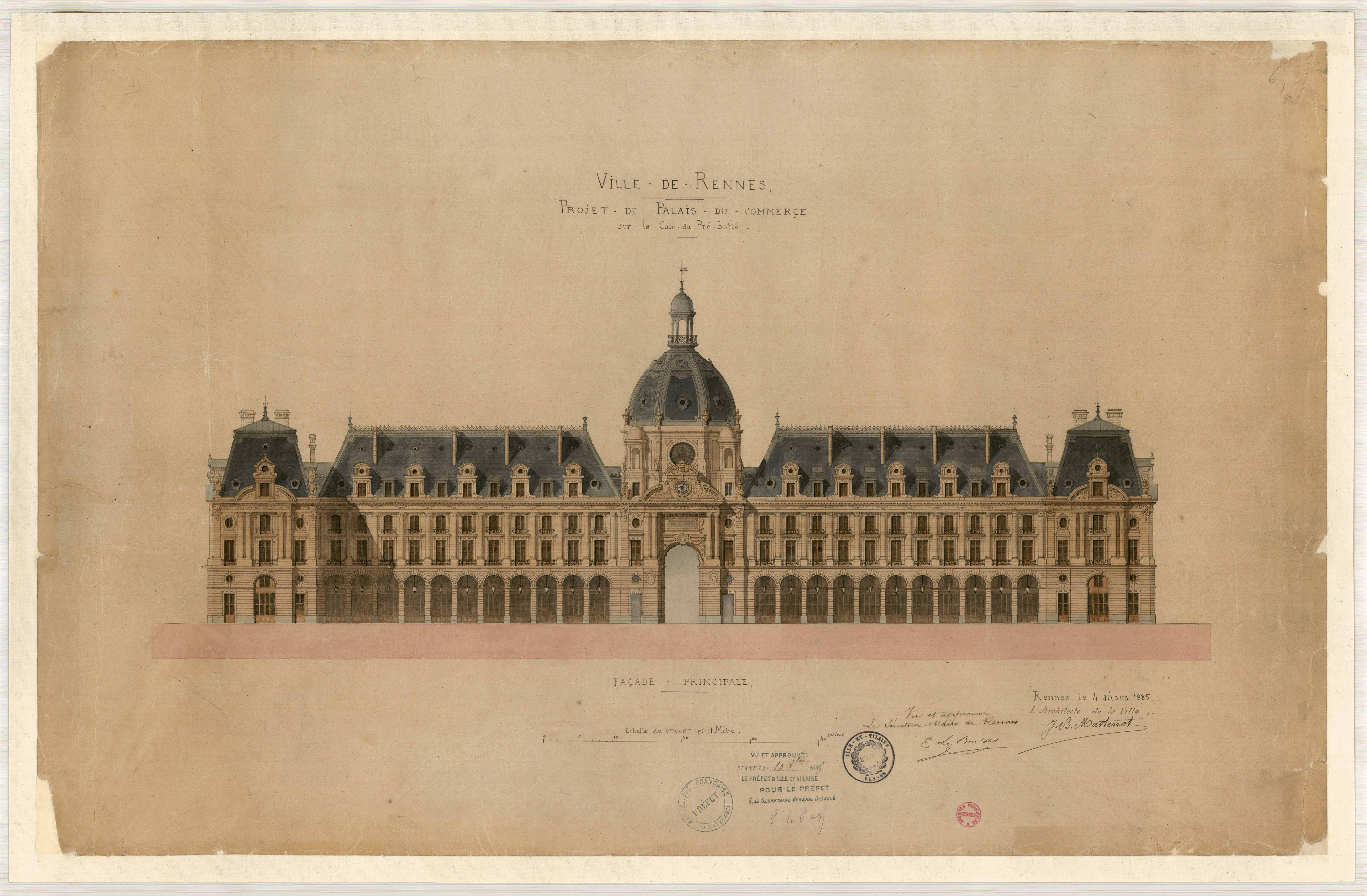
Projet initial par Jean-Baptiste Martenot.

Le bâtiment forme un U tourné vers le nord. Deux ailes s’étendent symétriquement autour d’un pavillon central. Le corps des ailes comptent 11 travées et autant d’arcades. Le pavillon central est surmonté par un toit à quatre versants se terminant par un lanterneau.